# スタニスラフ・ディネイキン
スタニスラフ・アナトリエヴィチ・ディネイキン（ロシア語: Станислав Анатольевич Динейкин、1973年10月10日 - ）は、ロシアの男子バレーボール選手。スタヴロポリ出身。ポジションはオポジット。元ロシア代表。

## 来歴
1993年、ロシアスーパーリーグのディナモ・モスクワへ入団。1998年、ブラジルスーパーリーガのオリンピクスへ移籍、翌年イタリアへ渡り、セリエAのパルマで3シーズンプレーをした。2002年から在籍したトレヴィーゾではオポジットをつとめ、2003年と2004年の2度のリーグ優勝のほか、2004年コッパ・イタリア、2003年スーペルコッパ・イタリアーナ、CEVカップの優勝にも貢献した。また、ロシアリーグにおいても、CSKAモスクワ在籍時の1995年と、ディナモ・モスクワ在籍時の2006年にリーグ優勝を経験した。
2006年まで代表を務めたナショナルチームではアレクセイ・カザコフに次ぐ長身選手で、ロシア代表に選出された1996年ワールドリーグでベストスパイカー賞を受賞、同年アトランタオリンピックに出場した。2004年アテネオリンピックでは銅メダル獲得に貢献した。

## 球歴
ナショナルチーム代表歴
- オリンピック - 2004年（銅メダル）、1996年（4位）
- 世界選手権 - 2006年（7位）
- ワールドカップ - 1999年（金メダル）
- ワールドリーグ - 1996年、1997年（3位）、1998年、2000年（準優勝）
- 欧州選手権 - 1999年（準優勝）

クラブチーム優勝歴
- セリエA1 - 2003年、2004年
- コッパイタリア - 2004年
- スーペルコッパ・イタリアーナ - 2003年
- CEVカップ - 2003年
- ロシアリーグ - 1995年、2006年

## 所属クラブ
- ディナモ・モスクワ（1993-1994年）
- CSKAモスクワ（1994-1995年）
- ユグラ・サモトロル・ニジネヴァルトフスク（1995-1998年）
- オリンピクスEC（1998-1999年）
- パッラヴォーロ・パルマ（1999-2002年）
- シスレー・トレヴィーゾ（2002-2004年）
- ディナモ・モスクワ（2004-2006年）
- ディナモ・ヤンタリ・カリーニングラード（2006-2008年）
- ディナモ・クラスノダール（2008-2009年）
- ロコモティフ・ベロゴリエ（2009-2011年）
- イスクラ・オジンツォボ（2011-2012年）